# Isabelle Laug
Isabelle Laug (Hazebrouck, 4 luglio 1962) è un'ex cestista francese.

## Carriera
Con la Francia ha disputato i Campionati europei del 1989.